# Ianduba vatapa
Ianduba vatapa är en spindelart som beskrevs av Alexandre B. Bonaldo 1997. Ianduba vatapa ingår i släktet Ianduba och familjen flinkspindlar. Inga underarter finns listade i Catalogue of Life.